# Leniency
Leniency (ang. łagodność, pobłażliwość) – instytucja prawa konkurencji (UE, USA), polegająca na możliwości zmniejszenia lub uniknięcia przez przedsiębiorstwo kary pieniężnej, nakładanej przez odpowiedni organ (w przypadku Unii Europejskiej jest to Komisja Europejska) w związku z udziałem przedsiębiorstwa w porozumieniu naruszającym konkurencję na rynku (swego rodzaju „czynny żal”). Grzywny nakładane w takich przypadkach mogą sięgać 10% przychodów osiągniętych przez podmiot naruszający prawo w poprzednim roku.
Warunkiem uniknięcia odpowiedzialności jest dobrowolna współpraca z organem i ujawnienie informacji o porozumieniu, zanim organ uzyska o nim wiarygodną wiadomość.

## Historia
Pierwszy program leniency został ogłoszony przez Departament Sprawiedliwości USA w 1978 roku. Nie zawierał on jednak gwarancji automatycznego uzyskania immunitetu dla pierwszego podmiotu decydującego się na współpracę. Zapisy takie wprowadzono w 1993 roku. Pociągnęło to za sobą duży sukces, od 1993 do 1999 roku do organu antymonopolowego wpłynęło 20 razy więcej wniosków niż w ciągu pierwszych 15 lat istnienia programu. Amerykański sukces zachęcił wiele państw na świecie do wdrażania podobnych rozwiązań (do końca ubiegłego stulecie m.in. Kanada, Korea Południowa, Australia).
W UE polityka leniency funkcjonuje od 1996 roku, kiedy KE wydała pierwsze obwieszczenie w tej sprawie. Podobnie jak pierwotne rozwiązania amerykańskie nie gwarantowała ona nietykalności pierwszemu podmiotowi ubiegającemu się o zwolnienie z grzywien. W związku z tym przez 6 lat związania Komisji treścią aktu rozpatrzono jedynie kilkanaście spraw, a całkowite zwolnienie zastosowano w jedynie trzech sprawach. W 2002 roku wydane zostało kolejne obwieszczenie KE w tej sprawie idące tropem doświadczeń amerykańskich z lat 90. Skuteczność wzrosła kilkukrotnie. Aktualnie obowiązuje obwieszczenie KE z 2006 roku.
Niektóre Państwa Członkowskie UE również mają swoje programy, uzupełniające program Komisji. Najwcześniej leniency wprowadziły Wielka Brytania i Niemcy (2000), w Polsce łagodzenie kar w sprawach kartelowych regulują art. 113a - 113k Ustawy o ochronie konkurencji i konsumentów z 2007 r.
Podmiot uczestniczący w tajnym kartelu musi w celu uzyskania zwolnienia z grożących mu grzywien zgłosić w aplikacji składanej do Komisji fakt istnienia naruszenia prawa konkurencji oraz wszelkie posiadanie dowody, a także w sposób pełny współpracować w dalszym toku postępowania. Nie wolno mu także informować kogokolwiek poza organami ochrony konkurencji o podjętych działaniach. Podmioty, które nie kwalifikują się do całkowitego zwolnienia z grzywien mogą ubiegać się o ich redukcje. Przykładowymi przyczynami nieprzyznania zwolnienia są złożenie wcześniejszego wniosku przez innego uczestnika kartelu lub posiadanie przez KE wcześniejszych informacji wystarczających do przeprowadzenia kontroli. W systemie europejskim zwolnienie nosi miano "warunkowego" i może być cofnięte aż do wydania decyzji w sprawie całego kartelu, np. w wypadku późniejszego niszczenia dowodów.
Co do zasady system "nagród" w europejskim programie leniency przedstawia się następująco:
- pełne zwolnienie dla pierwszego ubiegającego się
- redukcja nałożonych grzywien o 30%-50% dla drugiego ubiegającego się
- redukcja nałożonych grzywien o 20%-30% dla trzeciego ubiegającego się
- redukcja nałożonych grzywien o max 20% dla kolejnych

Polski system, choć zasadniczo zgodny z unijnym, zawiera kilka odmiennych uregulowań. Jednym z nich jest odmiennie uregulowany system nagród, w którym redukcję grzywien zastąpiono zmniejszeniem górnego ustawowego zagrożenia karą (do 5% dla drugiego, 7% dla trzeciego i 8% dla kolejnych naruszających).